# Lautsprechersimulation
Mit Lautsprechersimulation (englisch Speaker Simulation) bezeichnet man zum einen eine elektronische Schaltung, die die elektrischen Eigenschaften eines Lautsprechers simuliert. Sie wird verwendet, um im Verstärkerbau Messungen vornehmen zu können, ohne einen realen Lautsprecher anschließen zu müssen (was bei mit mehreren hundert Watt abgestrahlten Sinustönen einen erheblichen Schallschutzaufwand bedeuten und zudem extrem hohe Anforderungen an die Dauer-Belastbarkeit der Lautsprecher stellen würde). Ein Lautsprechersimulator besteht im einfachsten Fall aus einem Widerstand, der die elektrische Energie in Wärme umwandelt. Durch weitere Schaltungselemente lassen sich Zwei- oder Mehrwegelautsprechersysteme mit entsprechenden Kennlinien abbilden.
Als Lautsprechersimulation wird auch ein elektronisches Audiogerät bezeichnet, das bei Musikaufzeichnungen vorzugsweise zwischen Kopfhörerausgang und Aufnahmeeingang oder Line-Out und Aufnahmeeingang geschaltet wird. Es wird verwendet, wenn eine Verstärkerabnahme mit einem Mikrofon nicht sinnvoll oder möglich erscheint. Naturgemäß ist die Lautsprechersimulation auf Instrumente beschränkt, die über einen Verstärkerausgang verfügen. Rein akustische Musikinstrumente und daraus bestehende Orchester lassen sich ebenso wenig durch eine Lautsprechersimulation erfassen wie Gesangsstimmen oder Chöre.
Die Signalspannung an der Line-Out-Buchse etwa von einem Gitarrenverstärker ist meistens reicher an Oberschwingungen als ein mit einem Mikrofon dicht am Lautsprecher aufgenommenes Signal. Dies macht sich in einem „schärferen“ Klangeindruck bemerkbar. Außerdem fehlen die durch Resonanzphänomene entstehenden charakteristischen Anhebungen und Absenkungen einzelner Frequenzbereiche. Des Weiteren fehlen die charakteristischen Einflüsse der verwendeten Endstufe im Zusammenspiel mit dem ansonsten verwendeten Lautsprecher. Die Lautsprechersimulation verändert das eingegebene Audiosignal so, dass es nur noch zu sehr geringen klanglichen Unterschieden gegenüber der üblichen Tonaufnahme über den herkömmlichen Weg über Signalkette aus (Gitarren-)Verstärker, Endstufe, Lautsprecher und Mikrofon kommt.
Eine Variante geht davon aus, dass der Anwender den Klangcharakters seines Leistungsverstärkers in den Gesamtklang integrieren möchte. Daher müssen diese Geräte die Leistung des Verstärkers (üblich bis zu 200 Watt) in Wärme umwandeln und ein Signal mit geeignetem Ausgangs-Pegel für die Aufnahme erzeugen.
Technisch wird dieses durch eine analoge oder digitale Filterschaltung realisiert, die den Frequenzgang und Phasengang des Lautsprechers (und des ihn aufnehmenden Mikrofons) simuliert. Im Idealfall wird die Impulsantwort des herkömmlichen Aufnahmeverfahrens simuliert, so dass das simulierte Ergebnis dem Original weitestgehend entspricht. Fortgeschrittene Systeme können ebenso die Einflüsse des Aufnahmeraumes nachbilden, so dass das simulierte Endergebnis nur für geschulte Ohren vom Original zu unterscheiden ist. Bei den Software basierten Lösungen sind diese entweder als Plug-Ins für gängige Studio Aufnahmesoftware oder als physikalische Geräte mit DSP-Prozessoren realisiert die mit ihrer massiven Rechenleistung sehr hochwertige Ergebnisse ermöglichen.
Nachteilig ist die geringere Anzahl an Möglichkeiten, die sich dem Verwender einer Lautsprechersimulation bei deren Verwendung eröffnen, da er nur aus der Menge an bereitgestellten Klangvarianten (Auswahl der implementierten Lautsprecher, Mikrofone, Mikrofonpositionen, Raumeinflüsse) wählen kann und nicht wie der Tontechniker in einem adäquat ausgestatteten Tonstudio mit einer unendlichen Anzahl an Variationen spielen kann, um den gewünschten Klang zu erzeugen.
Ein großer Vorteil ist jedoch die große Kosteneffizienz durch Simulation vieler Lautsprecher/Verstärker/Mikrofone, die in der Realität in Summe angeschafft schnell mehrere zehntausend Euro kosten. Ein weiterer Vorteil ist die Ermöglichung von realitätsnahen Aufnahmen mit sehr hoher Klangqualität im heimischen Wohnzimmer, ohne dabei die Nachbarn mit dem hierfür normalerweise notwendigen Beschallungspegel durch die realen Lautsprecher zu belasten. Da zudem der Aufnahmeraum einen großen Anteil am erzielten Ergebnis hat, ist es ebenso nicht notwendig einen adäquaten Raum hierfür einzurichten, was den Kostenvorteil weiter verstärkt.
Moderne Lautsprechersimulationen können über digitale Prozessoren unterschiedliche Lautsprechercharaktere unter Berücksichtigung verschiedener verwendeter Mikrofone, Mikrofonpositionen und Raumsituationen wiedergeben.